# Taron (achtbaan)
Taron is een stalen lanceerachtbaan in het Duitse themapark Phantasialand en heeft twee wereldrecords. Het is een Custom Blitz Coaster van de Zwitserse achtbaanbouwer Intamin. De achtbaan telt twee lanceringen.

## Geschiedenis
Voordat de bouw van de achtbaan begin maart 2015 startte, werd eerst de darkride Silbermine, een van de oudste attracties van het park, afgebroken om plaats te maken voor de bouw. Taron opende uiteindelijk zijn deuren op 30 juni 2016.
Taron is gelegen in een volledig nieuw themagebied dat Klugheim wordt genoemd. Klugheim is een uitbreiding van het themagebied Mystery en is gelegen op de plaats van het voormalige cowboydorp "Silver City" dat in 2014 werd afgebroken. Na het bouwen van Taron werd meteen met de bouw van een tweede achtbaan begonnen, Raik, die in hetzelfde gebied ligt en Taron meerdere keren kruist.
Het hele themagebied Klugheim, wat tegelijkertijd met Taron gebouwd werd, kostte €80 miljoen, waarvan Taron €25 miljoen kostte.

## Wereldrecords
- De achtbaan Taron is de langste multi-launch coaster ter wereld in zijn bouwstijl.
- De achtbaan Taron heeft 58 kruispunten, dus 116 kruisingen tijdens de rit.